# 약천사
약천사(藥泉寺)는 제주특별자치도 서귀포시에 위치한 사찰로, 대한불교 조계종 제10교구 본사 은해사의 말사이다.

## 역사
제주의 명물로 자리잡은 약천사
약천사의 창건은 기록이 남아 있지 않아 알 수 없다. 다만 통일신라시대 인근 한라산 중턱에 법화사라는 국제적인 큰 사찰이 있었기 때문에 그 부속암자가 인근에 산재했을 것으로 추측하고 있다.
그 가운데서 약천사가 자리한 곳은 사철 마르지 않는 약수가 솟는 곳으로 1982년 이곳에 약천사를 창건하기 훨씬 전부터 약수암이라는 작은 암자가 있었다고 한다. 무오법정사항일운동 당시 일제에 끌려갔다가 옥고를 치르고 나온 방동화 스님이 출소 후 몸조리를 위해 한 동안 머문 곳이 바로 중문의 약수암이라는 기록이 남아 있다.
또, 1960년대 유학자 김형곤 선생이 신병 치료차 자그마한 굴속에서 100일 기도를 올리던 중 꿈에 약수를 받아 마신 후 건강을 회복하여 부처님의 은혜에 보답코자 약수암을 짓고 수행정진하다 그곳에서 입적했다는 이야기도 전해오고 있다.
아주 오래 전부터 현지 사람들은 약천사 자리를 돽새미라고 불러왔다. 돽새미는 제주도 말로 도약샘(道藥泉)을 뜻하는 말로 좋은 수질의 약수가 흐르는 약수터를 이른다.

## 문화재
동양최대의 건축, 국내 최대의 목조불상
창건주인 혜인스님이 약천사를 짓기 전 이곳에는 450평 남짓한 절터에 약수암이라 불리는 18평짜리 제주 전통양식의 초가삼간이 전부였다고 한다. 1982년부터 본격적인 불사가 시작되고 지하 1층 지상 30미터의 대적광전이 지어졌다. 이어서 대웅전과 지하로 연결된 숙소, 식당, 매점 등이 갖추어진 3층 크기의 요사채와 굴법당, 삼성각, 사리탑, 대형분수대, 연못이 들어선 지금 약천사는 제주도를 상징하는 사찰이 되었다.
법당에 모셔진 국내 최대의 비로자나불상과 1만8천기의 원불, 18톤에 달하는 범종 등이 과거 이 땅에 있었던 법화사의 영화를 재현하고 있는 것처럼 보인다.
약천사에는 세종의 아들이었던 문종 임금과 현덕왕후, 그리고 영친왕과 이방자 여사의 위패가 모셔져 있다.

## 체험 및 시설

### 템플스테이

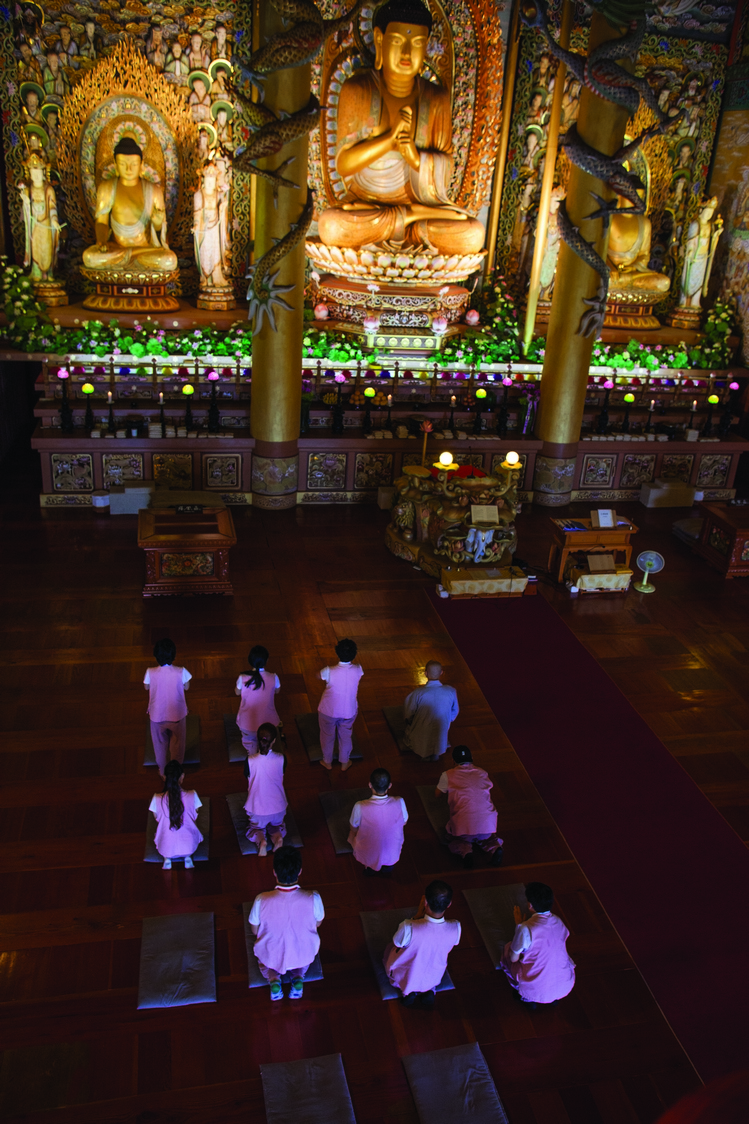
약천사 템플스테이 프로그램

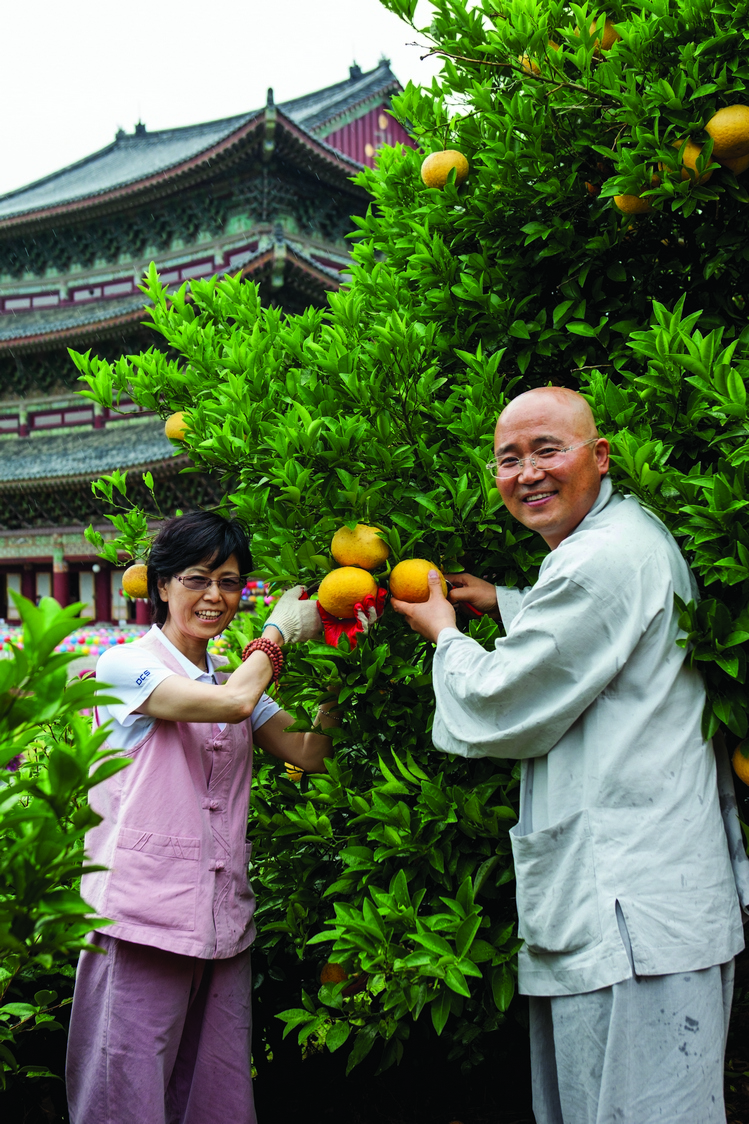
약천사 템플스테이 프로그램

약천사에서는 내·외국인을 위한 다양한 템플스테이 프로그램을 운영하고 있다.
- 약천사 템플스테이 프로그램

## 사진

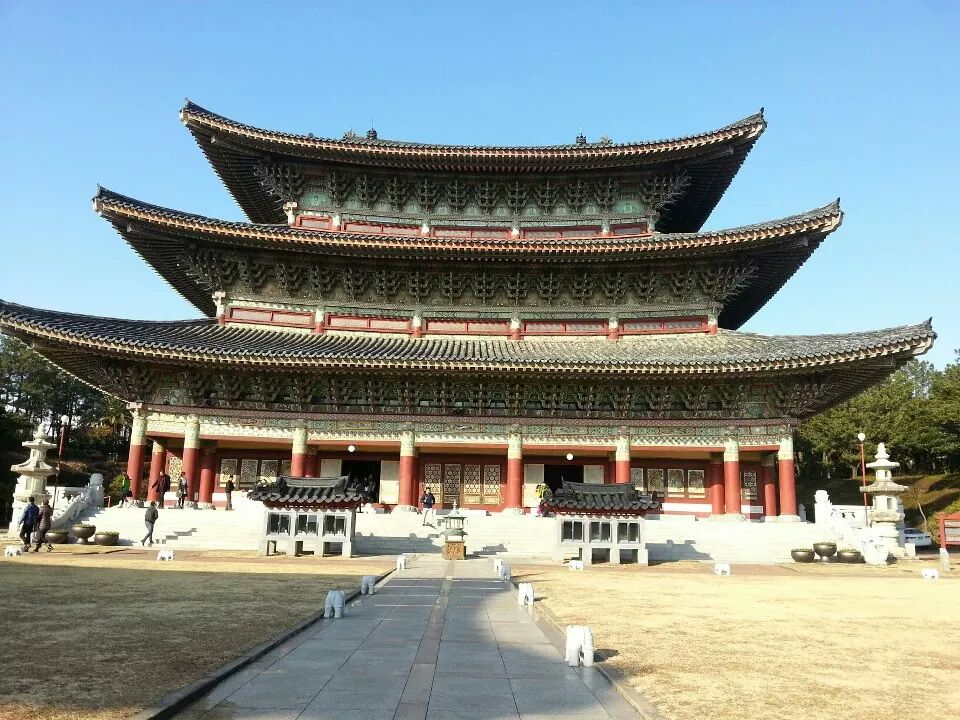
약천사 약천사
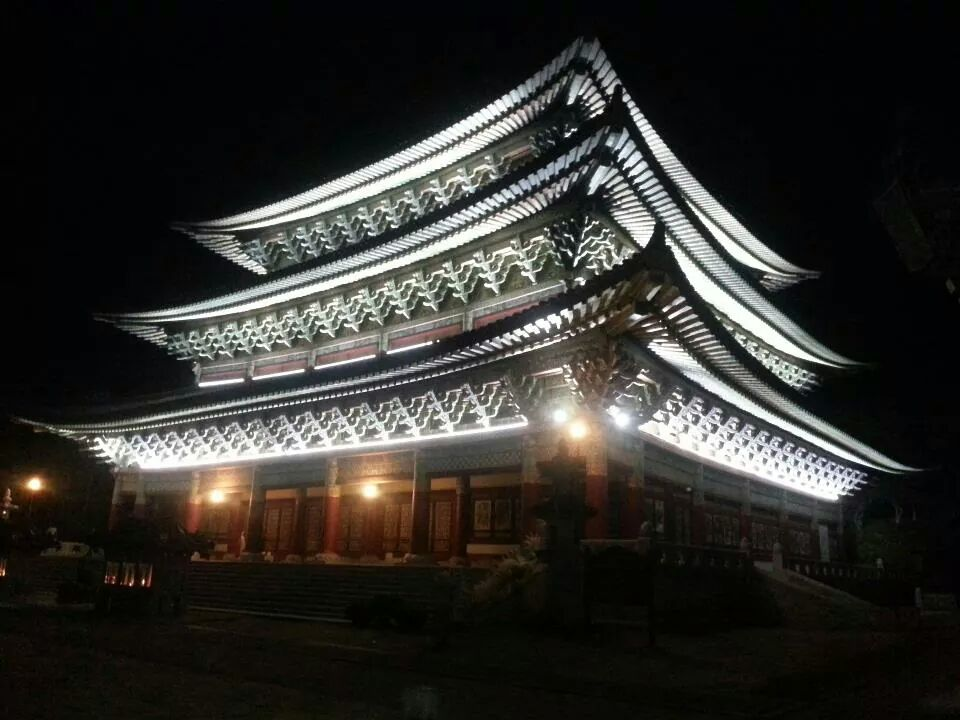
약천사 야경 약천사 야경
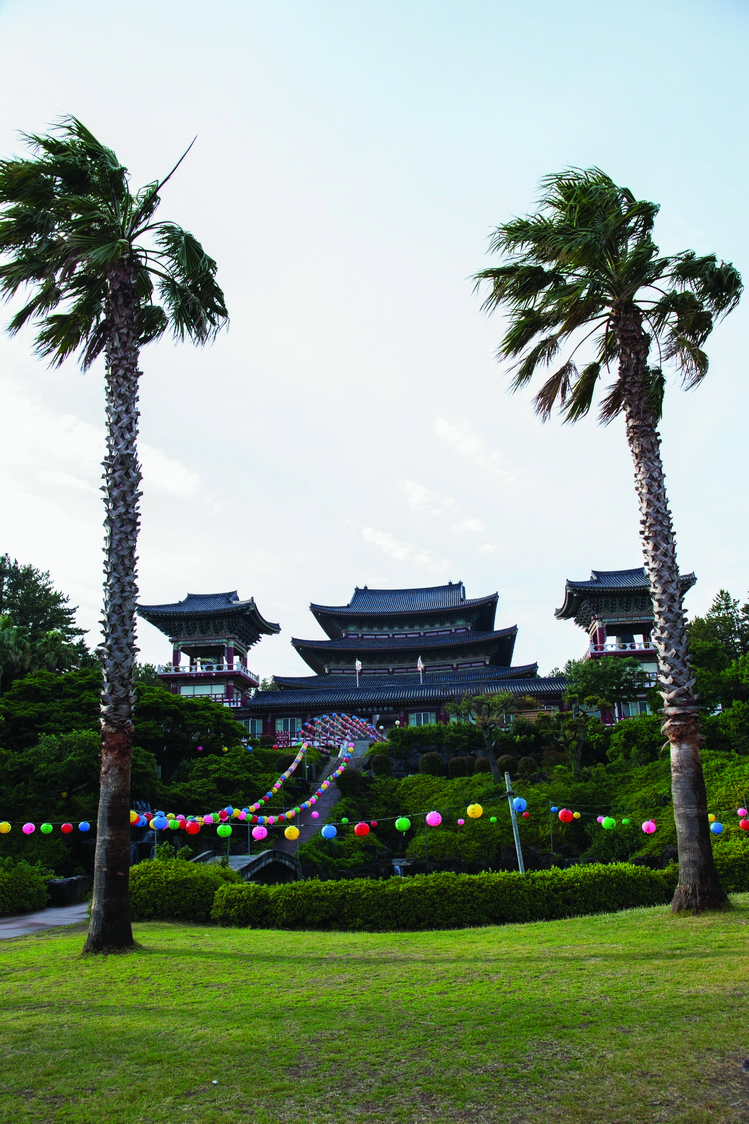
약천사
약천사